# 3-メルカプトヘキサノール
3-メルカプトヘキサノール（英: 3-Mercapto hexanol、3MHと略される）は、化学式C6H14OSで表されるチオールの一種である。この物質の前駆体はパッションフルーツやソーヴィニヨン・ブラン、甲州葡萄などのブドウに含まれ、ワインに特徴的な香りをもたらす。日本の消防法では、危険物第4類第3石油類に区分される。

## ワイン
ボルドー大学の富永敬俊により、白ワイン用のブドウ品種であるソーヴィニヨン・ブランの果汁から、本物質の前駆体であるシステイン抱合体およびグルタチオン抱合体が発見された。この前駆体は、発酵の過程で酵素によって3-メルカプトヘキサノールとなり、パッションフルーツやグレープフルーツ様と表現される香りを放つ。同ワインの品種香の基となる物質には他に4-メルカプト-4-メチル-2-ペンタノンがあり、そちらはカシスの芽の香りと表現される。メルシャンの研究では、ブドウに含まれる前駆体は早朝から深夜にかけて増加し、日中は減少することが確認された。この物質は銅イオンと結合しやすく、ブドウの栽培に硫酸銅を含むボルドー液を過剰に使用すると、ワインの特徴的な香りが損なわれることともなる。